# Egnasia trogocraspia
Egnasia trogocraspia är en fjärilsart som beskrevs av George Francis Hampson 1926. Egnasia trogocraspia ingår i släktet Egnasia och familjen nattflyn. Inga underarter finns listade i Catalogue of Life.